# Renonciation du pape

Armoiries du Vatican lors de la vacance.

La renonciation du pape est prévue au canon 332 paragraphe 2 du Code de droit canonique : « S’il arrive que le Pontife Romain renonce à sa charge, il est requis pour la validité que la renonciation soit faite librement et qu’elle soit dûment manifestée, mais non pas qu’elle soit acceptée par qui que ce soit » et au canon 44 paragraphe 2 du Code des canons des Églises orientales. La seule condition pour que la renonciation soit valide est qu'elle soit faite « librement et se manifeste correctement ».
À la suite de la renonciation débute une période de vacance du siège papal, qui s'achève avec la désignation d'un nouveau pape par un conclave de cardinaux.
Depuis les débuts de la papauté, 10 papes ont exercé leur droit à la renonciation, le dernier étant Benoît XVI, le 28 février 2013.

## Aspect juridique
Le droit canonique en vigueur, promulgué par le magistère, ne précise pas de personne ou d'instance à qui le pape devrait annoncer sa renonciation, laissant ouverte la possibilité de le faire à l'Église ou au monde en général. Mais certains commentateurs estiment que le Collège des cardinaux ou du moins son doyen doit être informé en premier lieu, car les cardinaux doivent être absolument certains que le pape a renoncé à son ministère pontifical avant qu'ils ne puissent valablement procéder à l'élection d'un successeur,.
Pour Alain Boureau et Corinne Péneau, l'abdication du pape soulève une question théologique : l'élection du pape se déroulant selon la tradition catholique sous la direction du Saint-Esprit, la démission du vicaire du Christ remettrait en cause la puissance de ce Saint-Esprit. Réagissant à des analyses de ce type, le canoniste Carlo Fantappiè rappelle que le droit canonique a toujours distingué la personne et la charge, et critique les « erreurs grossières qui ont été commises même par des représentants du monde universitaire ».

## Historique des renonciations
| Nom           | no  | Portrait | Début du pontificat et renonciation | Informations |
| ------------- | --- | -------- | ----------------------------------- | --- |
| Pontien       | 18  |          | 230 28 septembre 235                | Déporté dans des mines en Sardaigne par l'empereur Maximin le Thrace, Pontien renonce à son siège épiscopal le 28 septembre 235 pour permettre l'élection d'un nouvel évêque de Rome – c'est la première date attestée dans l'histoire de la papauté.                                                                                            |
| Martin Ier    | 73  |          | 5 juillet 649 655                   | Déporté en Chersonnèse Taurique par l'empereur Constant II, Martin Ier aurait approuvé, ou du moins n'aurait pas condamné l'élection de son successeur Eugène Ier, ce qui peut être interprété comme une renonciation. |
| Benoît V      | 132 |          | 22 mai 964 23 juin 964              | Déposé par l'empereur Otton Ier, Benoît V ne se défend pas et, selon le chroniqueur Liutprand de Crémone, se dépouille lui-même de ses insignes pontificaux. |
| Jean XVIII    | 141 |          | 1003 Juin ou juillet 1009           | On sait qu'il meurt simple moine de Saint-Paul-hors-les-Murs à la fin de juin ou en juillet 1009. On ignore s'il a été déposé ou s'il a renoncé à sa charge, volontairement ou sous la contrainte du patrice Jean Crescentius. |
| Sylvestre III | 146 |          | 13 ou 20 janvier 1045 10 mars 1045  | Élu pape par une partie des Romains après que Benoît IX a été chassé de la ville, Sylvestre III est excommunié par ce dernier. Quelques mois plus tard, un arrangement est trouvé selon lequel les deux candidats à la papauté renoncent à leurs prétentions. Sylvestre III s'exécute en mai 1046 et est formellement déposé au synode de Sutri. |
| Benoît IX     | 147 |          | 10 mars 1045 1er mai 1045           | Benoît IX convient, contre un avantage financier, de renoncer à la papauté. C'est son oncle, le pape Grégoire VI, qui lui succède après l'avoir convaincu de renoncer à sa charge pour des raisons qui demeurent obscures. Il sera finalement excommunié pour simonie.                                                                           |
| Grégoire VI   | 148 |          | 5 mai 1045 20 décembre 1046         | Grégoire VI, parfois cité comme démissionnaire, est déposé en 1046 pour simonie à l'instigation du roi des Romains Henri III. |
| Célestin V    | 192 |          | 5 juillet 1294 13 décembre 1294     | Célestin V, un ermite bénédictin proche des Franciscains spirituels, est élu à 85 ans. Il abandonne sa charge après cinq mois de pontificat, peut-être manipulé par Charles II d'Anjou. Sa renonciation déclenche une controverse sur la légitimité canonique de l'abdication.                                                                   |
| Grégoire XII  | 205 |          | 30 novembre 1406 4 juillet 1415     | Grégoire XII, dans le cadre de ce qui sera appelé le Grand Schisme d'Occident, est contraint à la démission lors de la poussée conciliariste du concile de Constance en 1415, à l'instar de l'antipape Jean XXIII. |
| Benoît XVI    | 265 |          | 19 avril 2005 28 février 2013       | Le 11 février 2013, Benoît XVI annonce sa renonciation pour raison de santé. |

## Supposées renonciations conditionnelles non suivies d'effet
Avant de partir couronner Napoléon Ier à Paris, en 1804, le pape Pie VII (1800-1823) signe un document de renonciation qui prendra effet s'il est emprisonné en France.
Pendant la Seconde Guerre mondiale, Pie XII aurait élaboré un document indiquant que, s'il était enlevé par les nazis, il devait être considéré comme ayant renoncé à son siège et que les cardinaux devaient alors fuir au Portugal, pays neutre, pour y élire un successeur.
Paul VI avait envisagé de renoncer en cas d'infirmité incurable ou de longue durée qui l'empêcherait de remplir suffisamment ses fonctions de pape ; il avait prévu une lettre de renonciation, 13 ans avant sa mort, s'il venait à renoncer.
Selon un article de presse, Jean-Paul II, dans les années qui ont précédé sa mort, en 2005, avait envisagé de renoncer en raison de sa santé défaillante. Ces affirmations ont été démenties par le Vatican.

## Incapacité
Même dans le cas où l'action du Saint-Siège est complètement entravée, aucune innovation ne doit être apportée dans la gouvernance de l'Église universelle et les lois spéciales adoptées, pour ces circonstances, doivent être observées,. Le droit canonique catholique ne prévoit pas l'éventualité qu'un pape soit temporairement ou définitivement inapte pour des raisons de santé, une tentative d'assassinat ou une captivité ; de même, il n'indique pas quelle personne ou quel organisme ou quel groupe a le pouvoir de certifier que le pape est totalement empêché d'exercer ses fonctions.

## «Pape émérite»

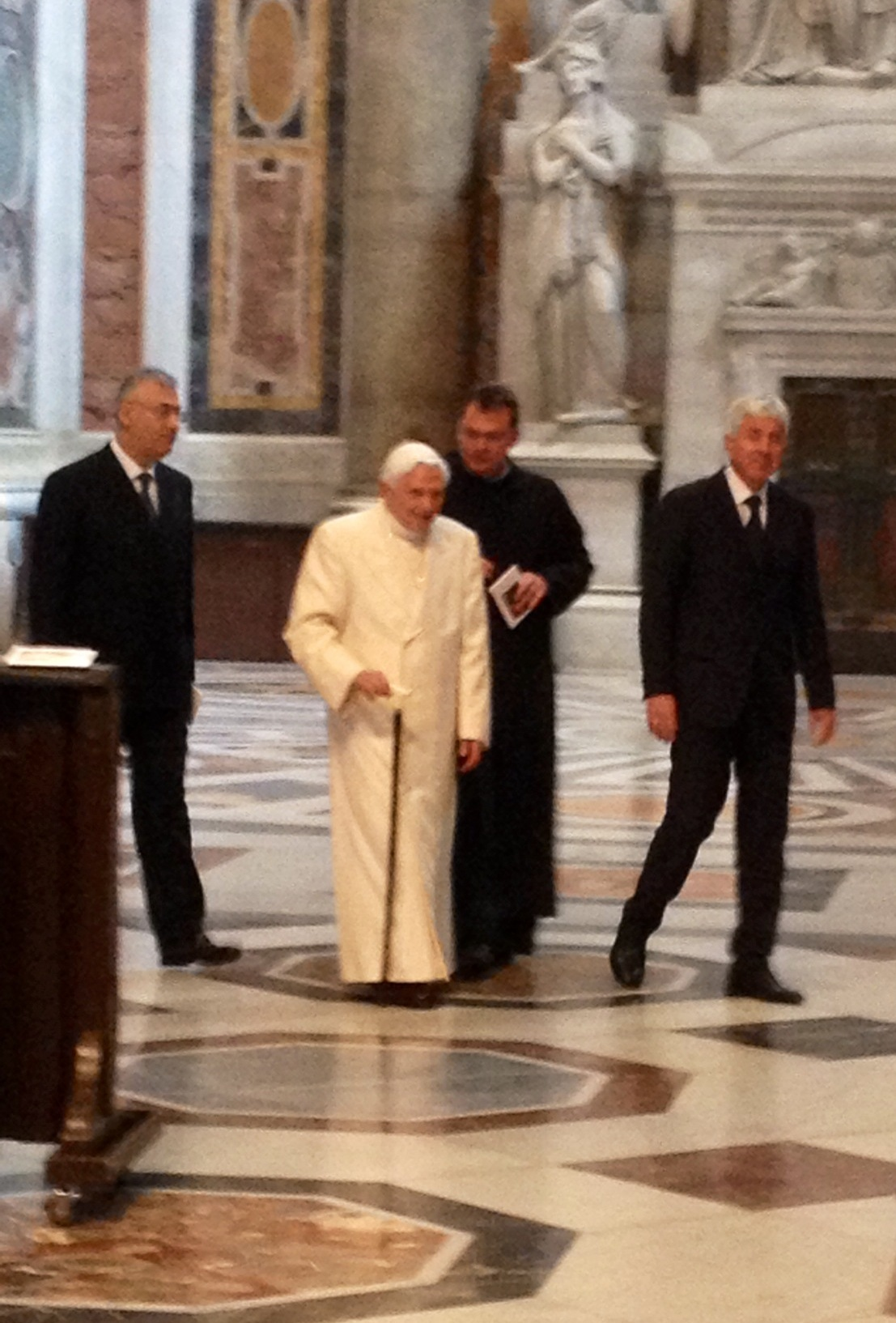
Le « pape émérite » Benoît XVI.

Au moment de démissionner, Benoît XVI choisit de porter le titre de « pape émérite ». Ce titre n'est prévu par aucune législation de l'Église catholique.
Ce choix de titre a fait l'objet de discussions entre théologiens et canonistes. Quelques jours après l'annonce de la démission de Benoît XVI, Manuel Jesus Arroba, professeur de droit canonique à l'Université pontificale du Latran, affirmait que « juridiquement, il n'y a qu'un seul pape ; un « pape émérite » ne peut exister ».
Au début de mars 2013, le jésuite Gianfranco Ghirlanda, ancien recteur de l'Université pontificale grégorienne et professeur de droit canonique à la même université, dans un long article paru dans les pages de La Civiltà Cattolica, a exprimé le même avis, et a conclu que « celui qui renonce au ministère pontifical, bien qu'il reste évidemment un évêque, n'est plus pape car il perd tout pouvoir primatial qui ne venait pas de la consécration épiscopale mais directement de Christ par l'acceptation d'une élection légitime ».
Lors de la conférence de presse dans l'avion qui l'a ramené à Rome après son voyage en Corée en 2014, le pape François s'est exprimé sur la question. « Ce n'est pas le seul pape émérite, mais c'est le premier depuis des siècles ». Pour lui, Benoît s'inscrit dans la tradition des « évêques émérites », qui sont de plus en plus nombreux à la faveur de l'augmentation de l'espérance de vie, et il lui a fallu de l'« humilité » et du « courage » pour faire ce « beau geste de noblesse » qui consiste à démissionner en raison de son âge. « Je pense que la notion de « pape émérite » est déjà une institution […] confirmée par le pape Benoît XVI. Je le répète : peut-être que certains théologiens me diront que ce n'est pas vrai, mais je crois qu'ils ont tort. Les siècles nous le diront. […] Benoît XVI a ouvert une porte institutionnelle, pas exceptionnelle ».
L'appellation réservée au « pape émérite » reste « Sa Sainteté ». Il conserve son nom pontifical et sa soutane blanche, sans camail ni ceinture blanche . Les armoiries restent inchangées. Le pape émérite ne porte pas les chaussures rouges traditionnelles.